# Classement des vins de Graves
Le classement officiel des vins de Bordeaux de 1855 ne prenant pas en compte les vins de Graves (à l'exception du Château Haut-Brion), à la demande du Syndicat viticole, un jury nommé par l'Institut national de l'origine et de la qualité a établi un classement des vins de Graves en 1953. Il fut approuvé par le ministre de l'Agriculture en août de la même année. La sélection fut révisée, avec quelques ajouts, et officialisée par un décret ministériel du 16 février 1959. Ce classement porte sur les vins blancs et les vins rouges. Tous les crus promus par ce classement sont des domaines situés sur l'aire de pessac-léognan. À cette époque l'appellation n'existait pas encore, elle ne fut créée qu'en 1987.
Le classement comprend actuellement 14 crus dont six en vin rouge, deux en vin blanc et six crus en rouge et blanc :
| Crus classés                  | Couleurs       | Communes          |
| ----------------------------- | -------------- | ----------------- |
| Château Bouscaut              | Rouge et Blanc | Cadaujac          |
| Château Carbonnieux           | Rouge et Blanc | Léognan           |
| Domaine de Chevalier          | Rouge et Blanc | Léognan           |
| Château Couhins               | Blanc          | Villenave-d'Ornon |
| Château Couhins-Lurton        | Blanc          | Villenave-d'Ornon |
| Château de Fieuzal            | Rouge          | Léognan           |
| Château Haut-Bailly           | Rouge          | Léognan           |
| Château Haut-Brion            | Rouge          | Pessac            |
| Château Latour-Martillac      | Rouge et Blanc | Martillac         |
| Château Malartic-Lagravière   | Rouge et Blanc | Léognan           |
| Château La Mission Haut-Brion | Rouge          | Talence           |
| Château Olivier               | Rouge et Blanc | Léognan           |
| Château Pape Clément          | Rouge          | Pessac            |
| Château Smith Haut Lafitte    | Rouge          | Martillac         |

Le classement initial comprenait 16 crus : le vignoble du château la Tour Haut-Brion, classé en rouge, est fusionné en 2006 avec celui du château La Mission Haut-Brion, comme l'est également en 2009 celui du château Laville Haut-Brion, classé en blanc,.